# Saint-Genest (Vosges)
Saint-Genest ist eine französische Gemeinde im Département Vosges in der Region Grand Est (bis 2015 Lothringen). Sie gehört zum Arrondissement Épinal und zum Kanton Charmes.

## Geografie
Saint-Genest liegt etwa zehn Kilometer westlich von Rambervillers.

## Bevölkerungsentwicklung
| Jahr      | 1793 | 1896 | 1954 | 1982 | 1990 | 1999 | 2006 | 2017 |
| Einwohner | 210  | 235  | 133  | 109  | 108  | 126  | 127  | 136  |

## Sehenswürdigkeiten
- Kirche Saint-Genest von 1829